# Hazena
Hazena, češki rukomet ili narodni rukomet (češ. národní házená) je povijesna inačica rukometa na otvorenome. Izmišljena je 1905. u Pragu, u Češkoj. 
Hrvatska je hazena pridonijela razvitku svjetske hazene, promjenom pravila 1936. godine.
Hazena se iz Češke proširila u Rusiju i u Sloveniju, koja je bila najjača u hazeni u ondašnjoj Kraljevini SHS. 40 je klubova djelovalo, a 1923. prvak je bio zagrebački HAŠK. Na SP-u u hazeni za žene 1934., hazenašice HŠK Concordije predstavljale su Jugoslaviju i osvojile zlatno odličje, a na prvenstvu prije, bile su srebrne.
Prvu hazenašku sekciju u Jugoslaviji imao je 1. SSK Maribor.
U Hrvatskoj se hazena brzo širila. Prvi klubovi bili su sekcijama klubova: HAŠK (1922.), Concordia (1922.), 1. hrvatski građanski športski klub (1923.), HŠK Penkala (1923.) ŠD Podravac Virje (1924.) i prvi športski klub učenica: Vesna (1925.) (klub 2. realne gimnazije). Hazenaški su klubovi poslije osnovani i u drugim hrvatskim gradovima (Vukovar, Osijek, Gradiška itd.).

## Vanjske poveznice
- (hrv.) Bogdan Cuvaj, Bosanski Šamac po dužini hazene 1922 — 1926. postaje razvijeno sportsko mjesto, Povijest sporta, god. 4., br. 16., prosinac 1973.
- (hrv.) Bogdan Cuvaj, Češki rukomet — hazena na sletovima jevrejske omladine u Jugoslaviji 1920 — 1925, Povijest sporta, god. 3., br. 9., ožujak 1972.
- (hrv.) Bogdan Cuvaj, Dvanaest utakmice reprezentacije Jugoslavije u češkom rukometu — hazeni 1924 — 1935, Povijest sporta, god. 3., br. 10., lipanj 1972.
- (hrv.) Bogdan Cuvaj, Hazena srednjoškolskog športskog kluba »Viktorija« u Križevcima i zaslužni učitelj Zlatko Weisz, Povijest sporta, god. 4., br. 15., rujan 1973.
- (hrv.) Bogdan Cuvaj, Igračice hazene naprednog kluba Borac u Podvinju, Povijest sporta, god. 4., br. 13., ožujak 1973.
- (hrv.) Bogdan Cuvaj, Igranje hazene osvojilo je mnogo pristaša u Bakru, Povijest sporta, god. 9., br. 37., prosinac 1978.
- (hrv.) Bogdan Cuvaj, Osnivači rukometa — češke hazene i Jugoslaviji, Povijest sporta, god. 4., br. 13., ožujak 1973.
- (hrv.) Bogdan Cuvaj, Prve družine i utakmice češkog rukometa - hazene u Zagrebu, Povijest sporta, god. 2., br. 7., rujan 1971.
- (hrv.) Bogdan Cuvaj, Prvenstvo u igranju hazene od 1921. do 1938. godine, Povijest sporta, god. 3., br. 11., rujan 1972.
- (hrv.) Bogdan Cuvaj, Varaždinke među prvima u Hrvatskoj igraju hazenu, Povijest sporta, god. 12., br. 49., listopad, studeni, prosinac 1981.
- (hrv.) Zlata Cuvaj, Uspomene igračice Jugoslavije sa svjetskog prvenstva u Londonu 1934. godine, Povijest sporta, god. 2., br. 5., ožujak 1971.
- (srp.) Dragoljub D. Čolić, Igračice hazene u Vojvodini od 1920. do 1941. godine,  Povijest sporta, god. 6., br. 25., prosinac 1975.
- (hrv.) Franjo Frntić, Hazenašice HŠK Concordije, Zagreb — jedinstveni primjer požrtvovanja, samoodricanja, ustrajnosti i uspjeha u sportu, Povijest sporta, god. 11., br. 44., rujan 1980.
- (hrv.) Eugen Njirjak, Hazena preteča rukometa, Povijest sporta, god. 20., br. 80., travanj, svibanj, lipanj 1989.
- (hrv.) Eugen Njirjak, Osnutak četiriju hazenskih sekcija u Đakovu, Povijest sporta, god. 26., br. 104., ožujak 1995.
- (hrv.) Eugen Njirjak, Prva međunarodna hazenska utakmica u Đakovu, Povijest sporta, god. 26., br. 107., prosinac 1995.
- (hrv.) Eugen Njirjak, Prvenstvene hazenske utakmice u Đakovu, Povijest sporta, god. 27., br. 110., rujan 1996.
- (hrv.) Ivo Petranović, Hazena preteča rukometa (primjeri i iskustva slavonskih klubova), Povijest sporta, god. 20., br. 80., travanj, svibanj, lipanj 1989.
- (hrv.) Ivo Petranović, Promidžbena turneja novogradiških hazenašica 1951. godine po Hrvatskom primorju i Sloveniji, Povijest sporta, god. 27., br. 111., prosinac 1996.
- (hrv.) Ivo Petranović, Prvi pisani tragovi o novogradiškoj hazeni,  Povijest sporta, god. 19., br. 78., listopad, studeni, prosinac 1988.
- (srp.) Stanislava Zdravković, Hazena u Kruševcu od 1933. do 1941. godine, Povijest sporta, god. 18., br. 74., listopad, studeni, prosinac 1987.
- (hrv.) Zvonimir Mikić, Hazena u Đakovu - od rukometa do rukometa, Zbornik Muzeja Đakovštine, Vol. 13 No. 1, 2017.
- (hrv.) HAZENA – preteča ženskog rukometa, vtsportal.com  Arhivirana inačica izvorne stranice od 3. listopada 2015. (Wayback Machine)
- (češ.) Povijest hazene
- (srp.) Pravila hazene: Politika, 28. ožujka 1922., str. 5.